# NGC 41
NGC 41 je galaksija u zviježđu Pegaz.

## Vanjske poveznice
- SEDS: NGC 0041